# Runcinia aethiops
Runcinia aethiops là một loài nhện trong họ Thomisidae.
Loài này thuộc chi Runcinia. Runcinia aethiops được Eugène Simon miêu tả năm 1901.